# Eosentomon erwini
Eosentomon erwini är en urinsektsart som beskrevs av Copeland 1978. Eosentomon erwini ingår i släktet Eosentomon och familjen trakétrevfotingar. Inga underarter finns listade i Catalogue of Life.